# Władysław Dybowski (żołnierz)
Władysław Jan Dybowski ps. „Korwin” (ur. 17 maja 1892 w Warszawie, zm. 31 sierpnia 1947 tamże) – prawnik, rotmistrz kawalerii Wojska Polskiego.

## Życiorys
Był synem Jana i Władysławy Kulikowskich. 3 maja 1922 zweryfikowany został w stopniu porucznika ze starszeństwem z dniem 1 czerwca 1919 i 1007 lokatą w korpusie oficerów piechoty. W 1923 pełnił służbę w 11 pułku piechoty w Tarnowskich Górach. W następnym roku, po przeniesieniu z korpusu oficerów piechoty do korpusu oficerów kawalerii, pełnił służbę w 6 pułku strzelców konnych w Żółkwi. 3 maja 1926 mianowany rotmistrzem ze starszeństwem z dniem 1 lipca 1925 i 13 lokatą w korpusie oficerów kawalerii.
Walczył w kampanii wrześniowej 1939 i w okresie okupacji niemieckiej. W lutym 1942 był twórcą i dowódcą Krakowskiej Brygady Obrony Narodowej. Nosił wtedy ps. „Korwin”. Brygada liczyła 1200 ludzi. Od sierpnia 1945 był wiceprezydentem Legnicy.
Aresztowany 18 października 1946 – w dwa dni po aresztowaniu jego syna Konrada Dybowskiego i oskarżony o to, że po zakończeniu wojny nie zerwał kontaktu ze swoją organizacją, że współpracował z komisarzem środowiska OP, że był agentem tej organizacji w szeregach PPR, do której należał.
16 czerwca 1947 Wojskowy Sąd Rejonowy w Warszawie Sr.674/47 pod przewodnictwem ppłk. Jana Hryckowiana skazał go w rozprawie R.S. 1818/47 na podstawie pkt. 7 Dekretu z dnia 13 czerwca 1946 r. na karę śmierci. Wraz z nim skazany został syn Konrad oraz inni współtowarzysze ze środowiska niepodległościowego.
23 lipca 1947 Najwyższy Sąd Wojskowy utrzymał wyrok w mocy. Prezydent Bierut nie skorzystał z prawa łaski. Władysława Dybowskiego stracono 31 sierpnia 1947.
2 marca 1993 Sąd Warszawskiego Okręgu Wojskowego unieważnił wyrok b. WSR w Warszawie. Jego (jak i jego syna) grób symboliczny znajduje się na Cmentarzu Wojskowym na Powązkach w Warszawie w Kwaterze „Na Łączce”, a rzeczywiste miejsca ich pochówków nie są znane.

## Odznaczenia
- Krzyż Walecznych
- Medal Niepodległości